# Steinbach, Eichsfeld
Steinbach là một Thüringenn municipality in the Eichsfeld nước Đức. Đô thị này có diện tích 8,48 km², dân số thời điểm 31 tháng 12 năm 2006 là 580 người.